# Poste pneumatique de Paris

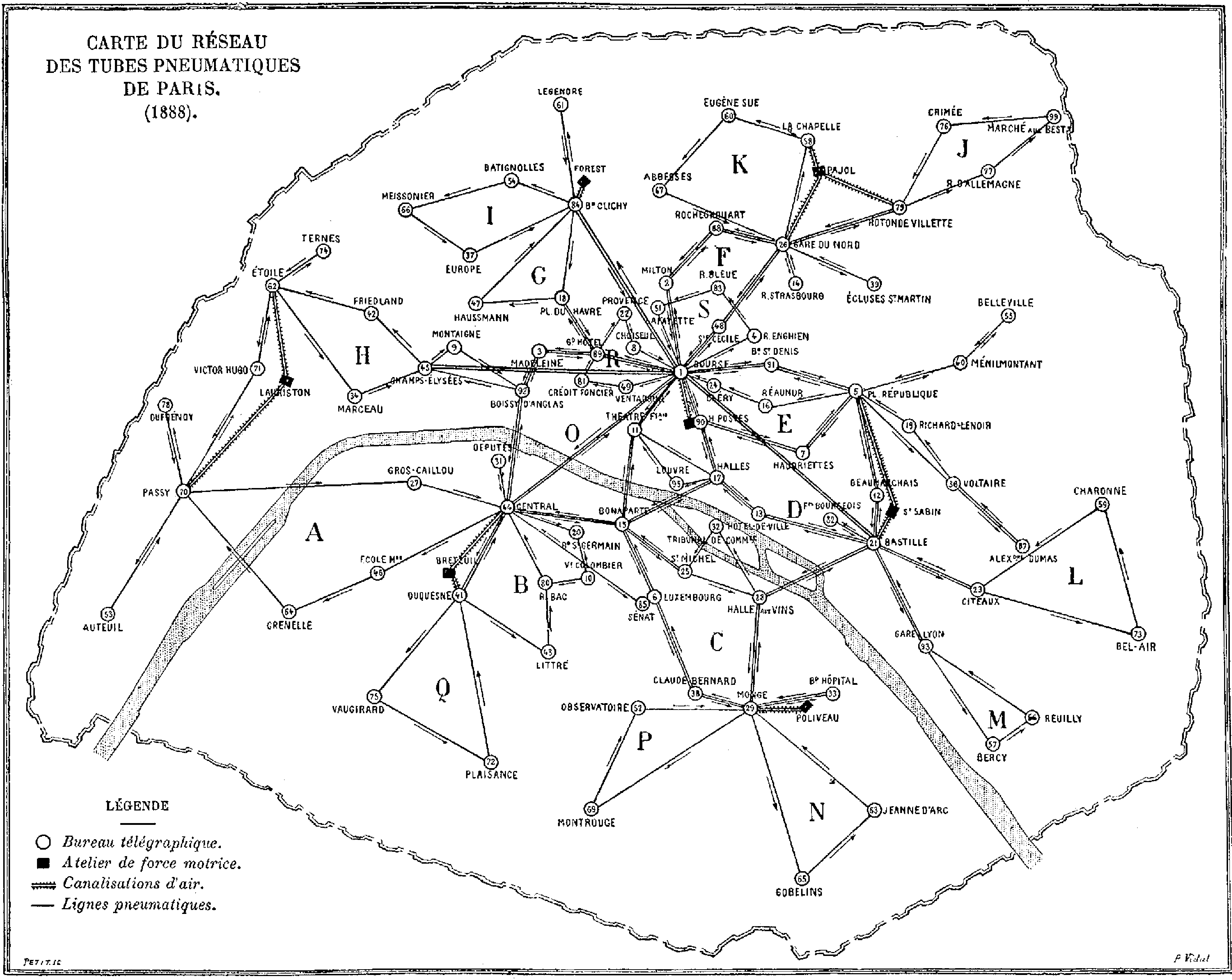
Carte du réseau des tubes de Paris en 1888.

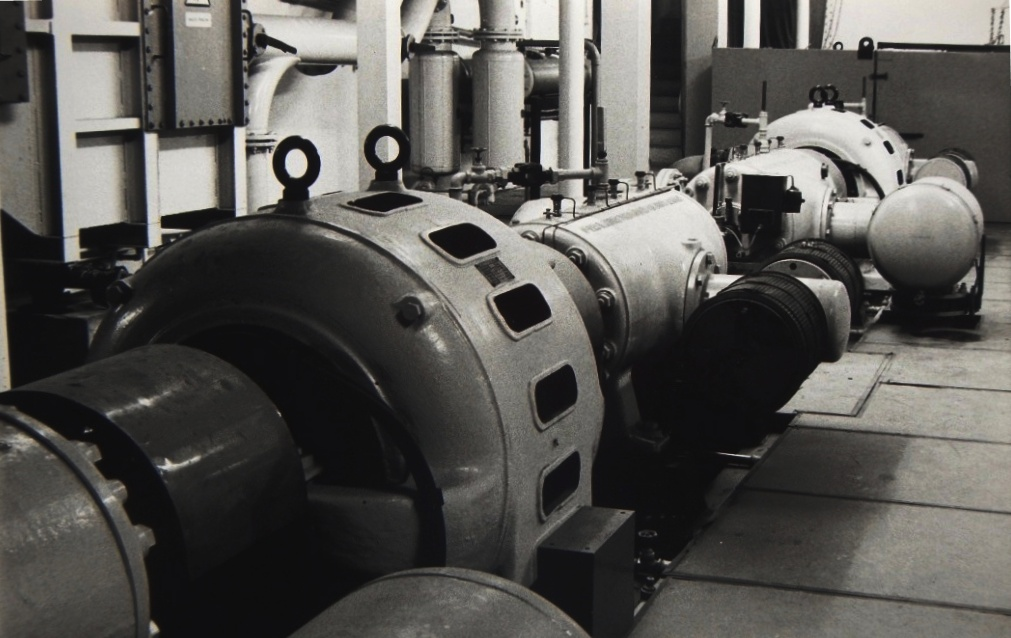
Groupes dépresseurs-surpresseurs d'air servant de force motrice aux curseurs circulant dans les tubes de la poste pneumatique à Paris en 1984

La Poste pneumatique de Paris est le système de tubes pneumatiques desservant Paris entre 1868 et 1984. Ce réseau géré par les P&T permet d'acheminer, souvent en moins d'une heure, des messages, dits « pneus » ou « petits bleus », dans l'ensemble de la capitale française et à Neuilly. En 1933, année de sa plus grande extension, le réseau fait 427 km.

## Histoire

### Débuts

Le réseau est en 1868 principalement composé d'un circuit entre la place de la Bourse et la rue de Grenelle.

Les débuts du pneumatique sont liés à l'essor de la télégraphie électrique, sous le Second Empire dont le nombre de stations passe de 17 à 2 200 entre 1851 et 1867. Ceci entraîne une saturation des lignes télégraphiques de la capitale française que les services du télégraphe tentent de surmonter en organisant des navettes à cheval partant toutes les quinze minutes entre les deux points névralgiques du système parisien, la station centrale de la rue de Grenelle et la place de la Bourse. Les résultats sont peu satisfaisants en raison de l'intense circulation routière parisienne,. C'est dans ce contexte que l'on va commencer à utiliser le tube pneumatique pour relier les stations du télégraphe de Paris.
Dès 1853, c'est cette solution qui est retenue par Josiah Latimer Clark pour relier la bourse de Londres à la station centrale de la Compagnie de télégraphie électrique sur une distance de 200 m. Un dispositif similaire est établi en 1865 à Berlin entre la station centrale du télégraphe et la Bourse.
En 1852, Ambroise Ador, l'un des inventeurs du tube pneumatique procède à des essais au Parc Monceau en transportant des petits colis par air comprimé. En 1854, un autre inventeur français, Antoine Galy-Cazalat reproduit cette expérience et dépose un brevet pour le transport des dépêches par pression de l'air,.
Une première ligne de 1 050 m est ouverte en décembre 1866 pour relier le Grand-Hôtel situé au no 12, boulevard des Capucines au central télégraphique de Paris-Bourse, rue Feydeau. Le dispositif est constitué d'un tube d'acier de 65 mm de diamètre intérieur posé en tranchée à 1 m de profondeur,. Il s'agit alors de faciliter les communications de la riche clientèle de l'hôtel. Les clients rédigent leurs messages sur des formulaires qu'un employé spécial, le tubiste, roule dans les curseurs avant de les expédier par le tube au central télégraphique. Là, les messages sont remis à un télégraphiste qui les transmet en code (Morse, Baudot) vers n'importe quelle ville de France ou les capitales étrangères. Les réponses parviennent par le même chemin, dans l'autre sens, un poste d'air comprimé étant placé à chaque extrémité du tube.
En 1867, on étend ce tronçon en constituant un hexagone qui crée un circuit unidirectionnel entre les centres télégraphiques de la place de la Bourse et du 103 rue de Grenelle,. La ligne est composée de tubes de fer de 65 mm de diamètre intérieur assemblés par des joints à brides. On admet des courbes de 5 à 20 mètres de rayon. Le circuit passe par la place du Théâtre-Français et la rue des Saints-Pères dans le sens Bourse - Grenelle. Le retour s'effectue via la rue Boissy-d'Anglas dans le 8e arrondissement,. Tous les quarts d'heure, un « train omnibus » de curseurs effectue le circuit complet en 12 minutes. Le déploiement du réseau est facilité par l'utilisation des égouts des Paris aménagés par Eugène Belgrand à partir de 1854. C'est cette trame souterraine facilitant l'accès aux tubes lorsque des réparations doivent être effectuées qui permettra le développement subséquent de la poste pneumatique,. 
Durant les décennies suivantes, des circuits polygonaux simples sont greffés à ce noyau originel tandis que celui-ci est doublé dès 1872, permettant une circulation bidirectionnelle entre le central télégraphique et la place de la Bourse. Cependant, le réseau reste pendant cette période dans les limites de l'ancien mur des Fermiers généraux soit grosso modo les arrondissements intérieurs.

### Ouverture au public et extension

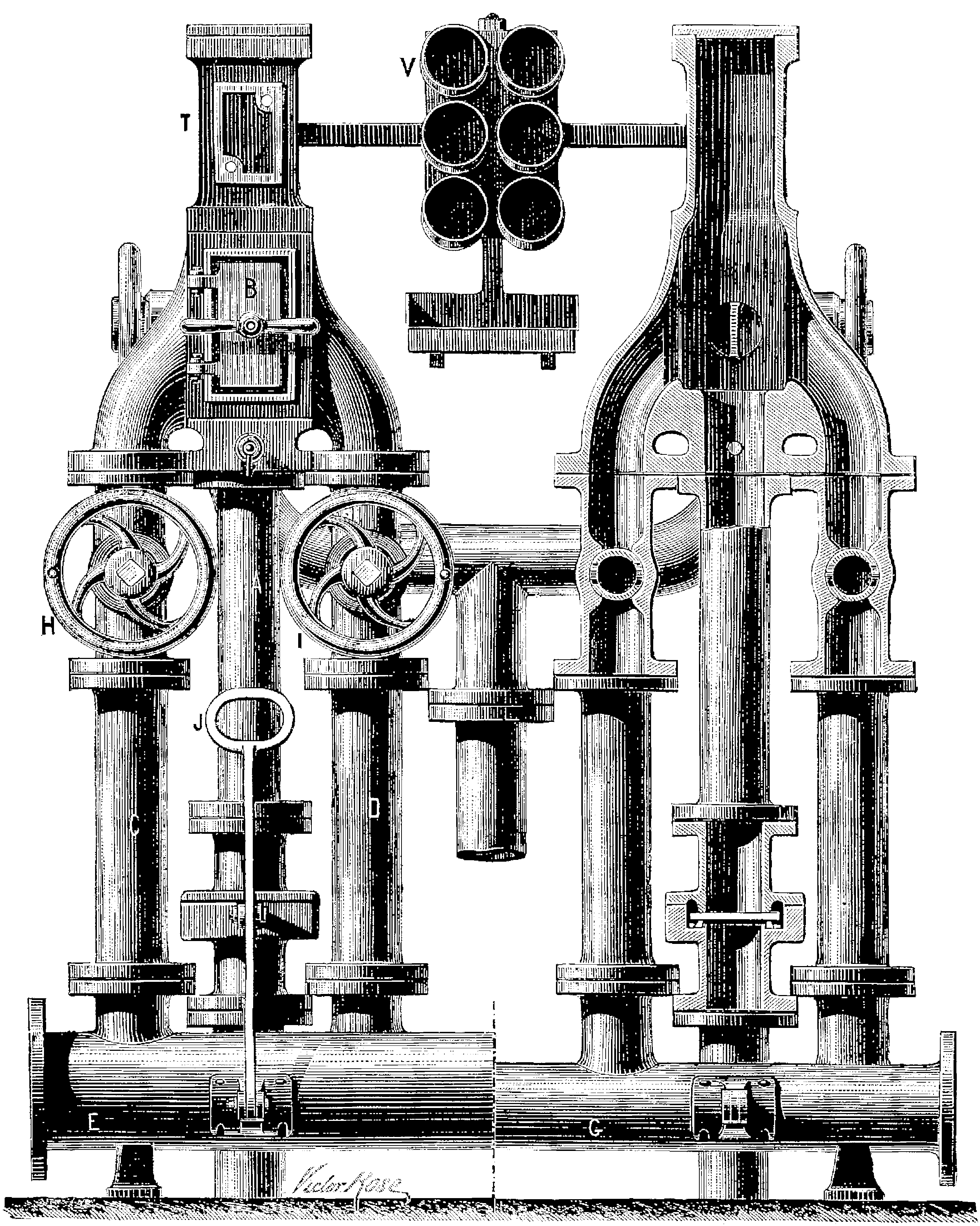
Vue de face et coupe d’un appareil de la poste pneumatique.

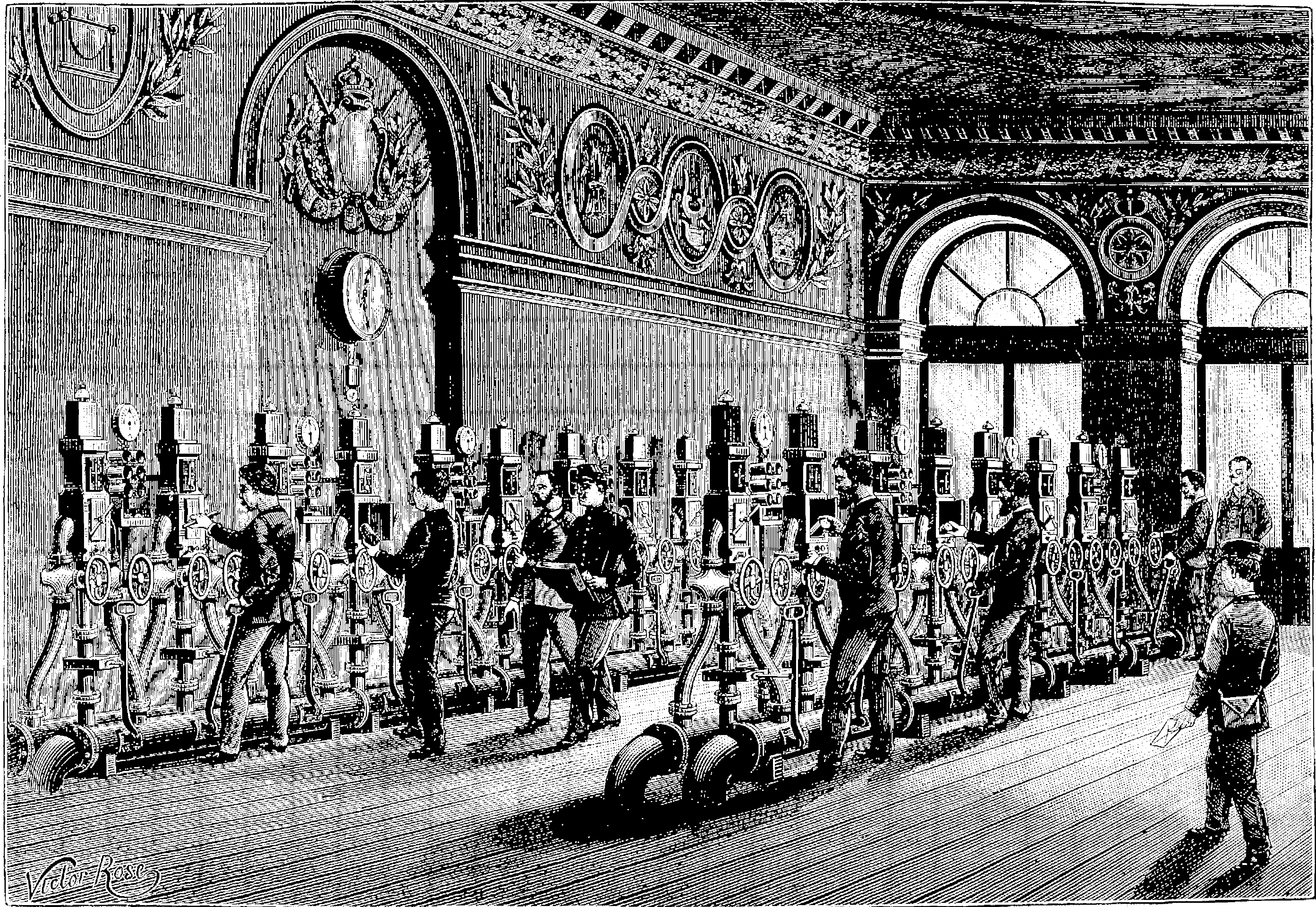
Le bureau de la poste pneumatique de la Bourse.

La fusion le 5 février 1879 de la Poste et du Télégraphe, l'un dépendant jusqu'alors du ministère des Finances et l'autre de celui de l'Intérieur est le prélude annonçant le développement du service. Un décret entré en application le 1er mai 1879 ouvre le système aux particuliers. Désormais la gestion postale du réseau revient à la Poste tandis que son entretien technique revient aux Télégraphes qui deviendront plus tard les Télécommunications.
Contrairement au télégraphe, la longueur des messages n'a pas d'incidence sur la vitesse de transmission. Aussi la tarification mise en place en 1879 est fixe pour les messages envoyés par tube, bien que le système soit administré par les Télégraphes et que les messages ainsi envoyés sont officiellement considéré comme des télégrammes. Les messages doivent être rédigés sur des formulaires préaffranchis, les entiers postaux surnommé « petits bleus » en raison de leur couleur. Les plis doivent ensuite être déposés dans de petites boites placées à côté des boîtes aux lettres destinées au courrier postal. On peut aussi les déposer au guichet des télégraphes ou dans des boîtes placées à l'arrière des tramways qui sont ouvertes lorsque le tram arrive à son terminus. Une fois inséré dans le système, le message arrive au bureau le plus proche de son destinataire final et est ensuite acheminé à celui-ci par coursier. Selon les trajets, le message doit souvent transiter par des bureaux intermédiaires où il est aiguillé. À chaque aiguillage, il reçoit un coup de tampon horodaté, ce qui permet ensuite de déterminer son trajet.
En 1881, il est décidé d'étendre en quatre étapes le réseau à l'ensemble de la capitale. En février 1882, le 16e arrondissement et une partie des 17e et 18e sont couverts. Dès le 1er avril 1883, le réseau est étendu au reste du 17e et du 18e ainsi qu'à une partie du 19e. À partir du 1er février 1884, le reste du 19e ainsi que le 12e et le 20e et enfin, le 15 décembre 1884, le reste du 15e, le 13e et le 14e.
Les curseurs se déplacent à la vitesse de 400 m/min (soit 24 km/h, environ 6,5 m/s) dans les tubes sous l'action de hautes ou basses pressions produites dans huit usines appelées ateliers de force motrice, ceux mis en service en 1879 à Breteuil, Forest, Valmy, Poliveau et Saint-Sabin, auxquels ont rajoutera Lauriston et Pajol en 1881,. Des conduites en fonte distribuent la pression et le vide à quatorze bureaux de poste dits « centres de forces » interconnectés qui sont le point de départ des lignes radiales. Si la pression et le vide sont faibles, les débits sont importants et les pompes, à piston, de grandes dimensions. À l'origine actionnées par d'imposantes machines à vapeur, dont celle de l'Hôtel des Postes qui sera utilisée jusqu'en 1947. Les curseurs sont expédiés des bureaux centres de forces par la pression et y sont ramenés par le vide. Les lignes sont composées d'une double conduite la plupart du temps en acier, une pour chaque sens (centrifuge et centripète), de diamètre 65 mm ou 80 mm, et desservent chacune de trois à quatre bureaux intermédiaires.
En 1907, les P&T étendent le service du pneumatique à certaines communes de Seine et Seine-et-Oise sans pour autant modifier le réseau de tubes. Des « facteurs cyclistes spéciaux » sont affectés aux terminus des lignes et chargés de délivrer les petits bleus à leurs destinataires en banlieue.

### Modernisation

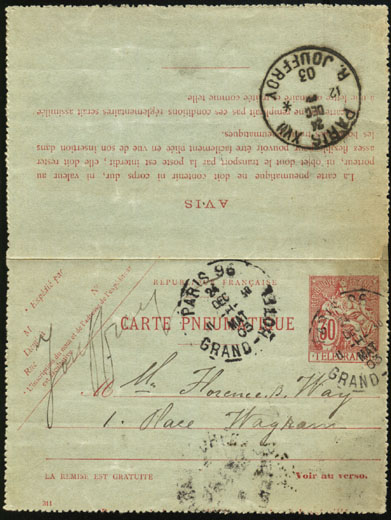
Carte pneumatique envoyée du Grand Hôtel en 1903.

En 1914, la première et unique extension du réseau en banlieue permet de desservir Neuilly où réside une clientèle bourgeoise grande adepte du pneumatique,. Il était prévu de continuer les extensions hors des limites de Paris mais la Première Guerre mondiale interrompt ce projet qui ne sera pas repris.
En 1934, le réseau pneumatique parisien atteint son apogée avec une longueur de 427 km, il dessert les 130 bureaux de la capitale et distribue une dizaine de millions de correspondances par an avec un maximum de 30 millions de messages pour l'année 1945. Les facteurs tubistes, recrutés à partir de 14 ans, distribuent les « petits bleus » à pied, à vélo et, à partir de 1930, à vélomoteur pour convoyer le courrier en banlieue. Les tubes ont différents diamètres selon les débits utilisés, les curseurs circulent à une vitesse de 400 mètres à 1 km par minute.
La fumée des chaudières des machines à vapeur provoquant des nuisances pour le voisinage, on décide dans un premier temps d'installer des appareils fumivores en 1926. Il est cependant rapidement décidé d'adopter une solution plus pérenne au vu des dépenses courantes occasionnées par l'entretien et l'alimentation de ces machines. À partir de 1927, les ateliers à vapeur sont donc électrifiés. Le premier atelier à bénéficier de cette innovation est celui du central télégraphique de Grenelle dans lequel on installe tout d'abord un petit groupe de trente chevaux. Chaque atelier sera par la suite équipé de deux à quatre groupes électropneumatiques. La puissance installée dans les ateliers est variable mais est en moyenne de 150 chevaux. Chaque groupe comprend un moteur électrique entrainant un compresseur et une pompe à vide. Le compresseur aspire l'air qu'il refoule dans les canalisations tandis que la pompe à vide aspire l'air présent dans les tubes.
Louis Gaillard, ingénieur fraîchement diplômé de L'École nationale supérieure des télécommunications est chargé des ateliers de force motrice du réseau en 1932. Quelques mois plus tard, il se retrouve à la tête de l'ensemble du service, poste qu'il conservera jusqu'en 1974,. Sa reprise en main du réseau de pneumatiques va permettre de donner au service une nouvelle impulsion modernisatrice. L'électrification des ateliers de force entamée à Grenelle en 1927 se poursuit atelier par atelier sous sa direction. Elle s'achève en 1942 à l'Hôtel des Postes. Cet atelier conserve cependant pendant plusieurs années ses pompes à vapeur, ce qui permettra de faire face aux coupures d'électricité pendant la Seconde Guerre mondiale. Ces groupes électropneumatiques ont une puissance totale de 2 400 cv dont 1 400 cv en fonctionnement simultané, certains groupes électropneumatiques étant placés en réserve ou en révision,. 
Parallèlement, Louis Gaillard développe l'automatisation du réseau : expédition automatique des curseurs, sélection des adresses grâce à un système de palpeurs et de contacts portés par les curseurs, éjection automatique dans les augets de réception.

### Déclin

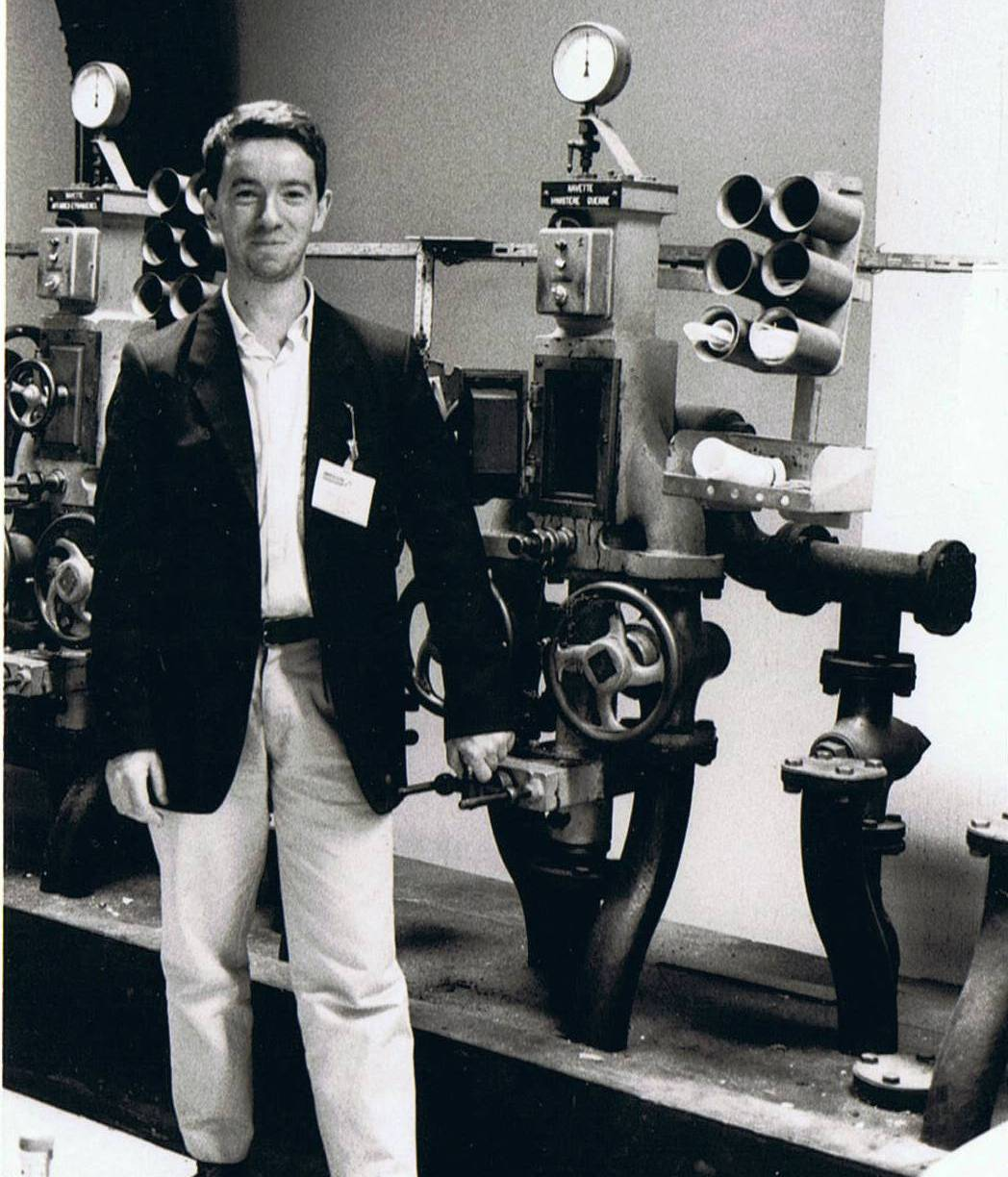
Appareil pneumatique postal Fortin-Hermann centenaire encore en service dans les années 1980 sur le réseau ministériel (Ici à Paris-Central, rue de Grenelle).

À partir de 1945, la modernisation se ralentit, le service étant soumis à des restrictions budgétaires. Les réfections des lignes s'effectuent au coup par coup en fonction des avaries, sans politique générale de rénovation des tubes vétustes. Ainsi, en 1966, 57 % des tubes de 80 mm sont usés de même que 65 % des tubes de 65 mm. Cela provoque le blocage chronique des curseurs dans le tube, on dénombre ainsi 270 « calages » de cartouches en 1970 qu'il faut aller récupérer dans les égouts. La politique tarifaire réduit par ailleurs l'attrait du service. Le prix d'un pli revient ainsi à partir de 1957 à cinq fois le prix d'une lettre postale alors que le rapport était resté de un à trois depuis 1902. Ce rapport atteindra un taux de 7,8 en 1975. Mais c'est aussi la concurrence de nouveaux moyens de communication qui réduit l'attrait du pneumatique avec la démocratisation du téléphone puis du télex.
En 1960, la poste pneumatique achemine quatre millions de lettres annuellement, 2,7 millions en 1972 et en 1982, seulement 648 000.
À partir de 1965 les tubes pneumatiques métalliques qui sont sujets à l'oxydation sont progressivement remplacés par des tubes en PVC qui offrent par ailleurs l'avantage d'offrir moins de résistance au passage des curseurs, ce qui réduit entre autres le bruit dans les bureaux. En 1970, il existe 18 km de lignes en plastique.
Le ministère des PTT interrompt le service le vendredi 30 mars 1984 à 17 h,. Cette fermeture coïncide avec l'ouverture quelques mois auparavant de deux nouveaux services de la poste, Postéclair, un service de télécopie publique crée fin 1983 et Postexpress, un système de livraison rapide de colis en région parisienne créé en janvier 1984. Les employés de la poste pneumatique seront majoritairement reclassés au sein de Postexpress.

## Réseau «Officiel»
11 lignes spécifiques[réf. nécessaire] ont relié 6 ministères : Intérieur, Affaires étrangères, Marine, Défense, France d'Outre-Mer et PTT (la Griffe), le Sénat et l'Assemblée nationale exploitées manuellement par le central télégraphique Grenelle depuis une salle spéciale et à l'exception d'une antenne vers un site éloigné du ministère des Affaires étrangères[réf. nécessaire]. Y était aussi raccordé le gouverneur militaire de Paris à l'hôtel des Invalides. Une double ligne automatique indépendante desservait à toute heure le Sénat, l'Assemblée nationale et le Journal officiel de la République française[réf. nécessaire]. 

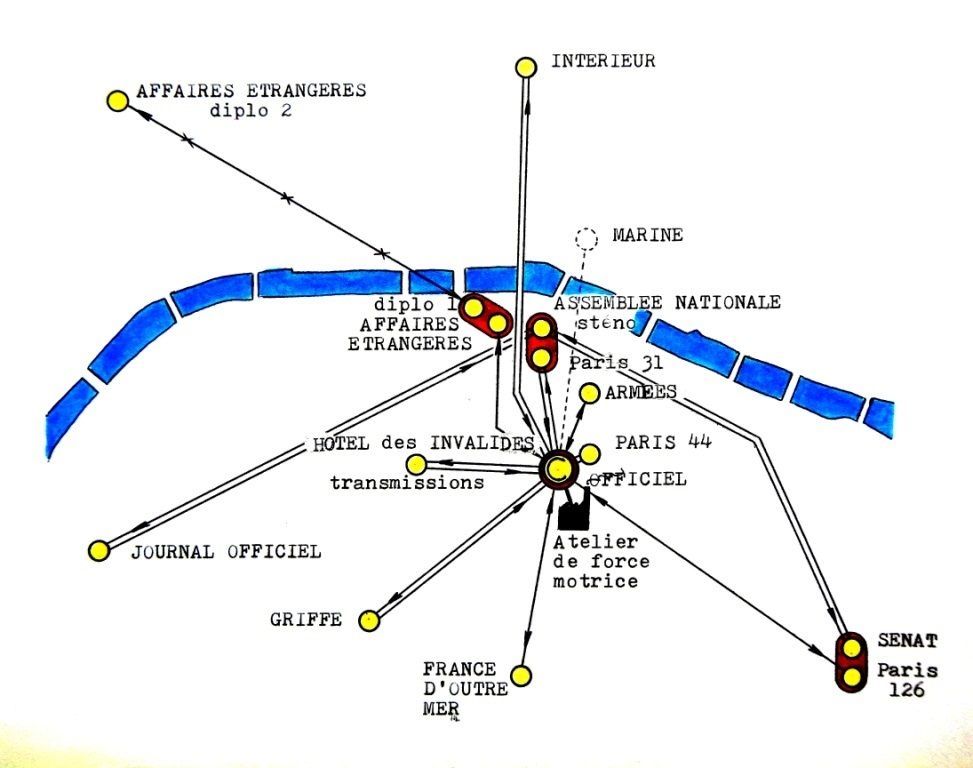
Schéma du réseau postal pneumatique Officiel à Paris en 1967.

Ces lignes souterraines avaient l'avantage de garantir l'authenticité des documents originaux transmis et de sécuriser les liens entre des pôles stratégiques du pouvoir en cas de troubles. Des correspondances spécifiques, que l'on nomme plis de service, y circulaient. Ces plis émanent du président de l'Assemblée nationale, du président du Conseil de la République ou encore de hauts fonctionnaires ou des services administratifs des P&T. La possibilité d'expédier des documents originaux et confidentiels en un temps court est très prisée par les différents services de l'administration publique centrale française.
Le tube reliant le Sénat et le Journal officiel via l'Assemblée nationale est le dernier à avoir été utilisé à Paris. Il permettait de transférer en quelques instants les textes législatifs afin de procéder à des allers-retours entre la chambre haute et le JO avec un arrêt possible à l'Assemblée nationale. Ce service exploité avec des appareils automatiques Lamson-Louis Gaillard a été maintenu jusqu'en 2004.

## Dans la culture
L'impact du pneumatique sur les mœurs amoureuses trouve écho dans les romans de la fin du XIXe siècle et du début du XXe, notamment ceux de Marcel Prévost ou Paul Bourget où il est régulièrement fait référence dans l'intrigue aux « pneus » permettant une correspondance rapide et discrète et une intensification de la sociabilité urbaine. On retrouve dans Bel-Ami de Maupassant un passage de ce type : 

« Vers quatre heures, il reçut un petit bleu de sa maîtresse, qui lui disait : « Veux-tu que nous dînions ensemble ? nous ferons ensuite une escapade. »
Il répondit aussitôt : « Impossible dîner. » »

François Truffaut met en scène dans Baisers volés le pneumatique au travers d'une « séquence quasi documentaire » dans laquelle on suit le parcours souterrain du « petit bleu » envoyé par Antoine Doinel à Madame Tabard pour lui faire part de la fin de leur amour.

## Philatélie

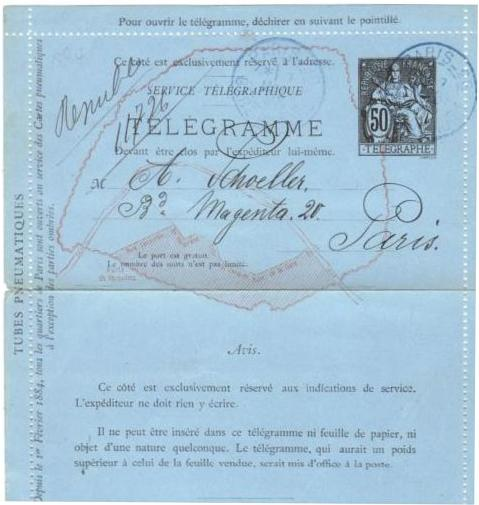
« Petit bleu » de la poste pneumatique comportant un timbre de Jules Chaplain.

Alors qu'à ses origines, le pneumatique n'était qu'un vecteur auxiliaire de la télégraphie ne prenant en charge que des dépêches ayant été ou devant être transmises par télégraphe, son ouverture au public en 1879 change sa nature. Désormais le réseau accepte la correspondance postale. La taxation ne se fait plus au mot et les utilisateurs doivent formuler leurs messages sur des papiers réglementaires, les entiers postaux, qui se présentent sous la forme de cartes et d'enveloppes. Ces formulaires préaffranchis comportent un timbre directement imprimé sur le papier. 
La première vignette d'affranchissement apposée sur ces enveloppes, utilisée à partir de mai 1879 à 1880 est l'allégorie Paix et Commerce. Le timbre qui lui succède a eu une très grande longévité. Il est l'œuvre du graveur de médailles Jules Chaplain qui l'avait présenté au concours public de 1875 destiné à remplacer les timbres de type Cérès. La vignette représente la France sous les traits d'une forte femme assise, tenant une main de justice et une corne d'abondance. Ce timbre et a été utilisé jusqu'à la fin du pneumatique en 1984 avec deux interruptions : entre 1907 et 1919, un timbre de type Semeuse est utilisé, puis, de 1942 à 1944, un timbre à effigie de Pétain. 
En 1886, la réglementation est assouplie, ce qui permet l'usage des cartes-lettres ordinaires de la Poste pour l'envoi de pneus, à condition que l'affranchissement soit complété au préalable.
En 1966, La Poste émet un timbre commémorant le centenaire du pneumatique (Yvert et Tellier no 1498), dessiné et gravé par Jacques Combet.